# Sam Shingtempel
Sam Shingtempel, IPA: saːm sɪŋ tɛmpəl, is een Chinese tempel in het vissersdorp Sam Shing Hui, in het district Tuen Mun in Hongkong. Het ligt vlak bij de Castle Peak Bay en is een beroemde toeristische attractie. Sinds 26 augustus 1997 staat de tempel op de lijst van beschermde historische erfgoederen in Hongkong met graad twee.
De tempel werd in 1914 gebouwd. De tempel eert de drie heilige personen, San sheng of 三聖: Confucius, Gautama Boeddha en Laozi. Toen men bij de bouw van de tempel in de grond ging graven vond men een grot met een bronzen beeld van een Ki-Lin, 麒麟. De grot werd "grot van Ki-Lin", 麒麟洞 genoemd.
De Sam Shingtempel heette oorspronkelijk Shingtempel, 聖廟.